# Ambispora jimgerdemannii
Ambispora jimgerdemannii är en svampart som först beskrevs av Spain, Oehl & Sieverd., och fick sitt nu gällande namn av C. Walker 2008. Ambispora jimgerdemannii ingår i släktet Ambispora och familjen Ambisporaceae.   Inga underarter finns listade i Catalogue of Life.